# Globotruncanellidae
Globotruncanellidae es una familia de foraminíferos planctónicos de la superfamilia Globotruncanoidea, del suborden Globigerinina y del orden Globigerinida. Su rango cronoestratigráfico abarca desde el Albiense (Cretácico inferior) hasta el Maastrichtiense (Cretácico superior).

## Discusión
Clasificaciones posteriores han incluido Globotruncanellidae en la superfamilia Globigerinoidea.

## Clasificación
Globotruncanellidae incluye a las siguientes subfamilias y géneros:
- Subfamilia Globotruncanellinae †
  - Dicarinella †, también considerado en subfamilia Globotruncaninae de la familia Globotruncanidae
  - Concavatotruncana †, también considerado en subfamilia Helvetoglobotruncaninae de la familia Hedbergellidae
  - Falsotruncana †, también considerado en subfamilia Rotundininae de la familia Hedbergellidae
  - Globotruncanella †
  - Helvetoglobotruncana †, también considerado en subfamilia Helvetoglobotruncaninae de la familia Hedbergellidae
  - Praeglobotruncana †, también considerado en subfamilia Rotundininae de la familia Hedbergellidae

Otro género considerado en Globotruncanellidae es:
- Rotundina †, considerado un sinónimo posterior de Praeglobotruncana